# Tai (ciudad)
Tai (Chino: 邰 o  斄, Tái)   fue un antiguo asentamiento en China durante la dinastía Han. Se encuentra en el sitio de la actual Wugong en Shaanxi.

## Descripción
Era el hogar ancestral del clan Ji  , la futura dinastía Zhou. El director Xia de agricultura Buzhu fue expulsado de su clan cuando abandonó su cargo y se fue a vivir con las tribus nómades Rong y Di.
En el Han tardío, se afirma que Dong Zhuo creó el título de Marqués de Tai (t 斄鄉侯, s 斄乡侯, Táixiāng Hóu).